# 斯蒂利亚诺
斯蒂利亚诺（義大利語：Stigliano），是意大利马泰拉省的一个市镇。总面积209平方公里，人口4871人，人口密度23.3人/平方公里（2009年）。ISTAT代码为077027。